# 高妙思
高妙思（英語：Ko Miu-sze，1954年9月27日—2024年8月5日），香港女演員。

## 生平
高妙思早年在澳門生活，曾就讀在粵華中學。及後移居香港生活，並於尖沙咀格致英文書院就讀高中，與劉志榮是同班同學。她1971年中五畢業後遠赴意大利進修戲劇藝術，不久於紅磡聖提多幼稚園，任職兼職幼稚園教師。同年參加第一期無綫電視藝員訓練班，當年無綫電視高層覺得高妙思未脫稚氣，加上其本人不捨得離開她的學生，因此1972年畢業後未有立刻簽約而繼續在幼稚園任職教師兩年，直至1974年才正式加入無綫電視。
另外，她入讀訓練班時已參與香港話劇團演出，1974年底應無綫電視邀請簽約為旗下藝人，往後參演了多部電視劇如《乘风破浪》、《楚留香》等，1990年代與邵氏演員思維結婚並移民意大利，退出娛樂圈，但仍有偶爾回港與藝訓班同學聚會。
2024年8月5日，高妙思於香港伊利沙伯醫院病逝，享年69歲。同年9月21日，死訊經其兩位胞姊證實，並由香港資深傳媒人汪曼玲發布。 高妙思逝世後，汪曼玲於個人YouTube頻道直播中透露，高妙思曾於2024年4月跌傷腳部，其後不良於行。另外，汪曼玲也指高妙思與思維早已離婚。

## 演出作品

### 電視劇（無綫電視）
| 年份   | 劇名                                                                          | 角色                |
| 1974年 | 啼笑因緣                                                                      | 舞伴                |
| 1975年 | 民間傳奇：呂蒙正 民間傳奇：秋翁遇仙記 民間傳奇：碧玉簪 民間傳奇：劉知遠       | 小梅 仙女 春香 春梅 |
| 1975年 | 香港風情畫：污染 香港風情畫：好彩 香港風情畫：善後                            | 阿艮 泳客 阿玉      |
| 1975年 | 73：安安想自殺？                                                              | Betty（第103集）    |
| 1975年 | 清宮殘夢                                                                      | 元喜                |
| 1975年 | 兩家人                                                                        |                     |
| 1975年 | 片斷                                                                          | 穆次莉              |
| 1975年 | 乘風破浪                                                                      | 張佩珊              |
| 1976年 | 睇開啲啦                                                                      |                     |
| 1976年 | C.I.D.                                                                        | 晶（第12集）        |
| 1976年 | 書劍恩仇錄                                                                    | 周綺                |
| 1976年 | 家家有本難唸的經：太太去教書                                                  |                     |
| 1976年 | 狂潮                                                                          | 杜太                |
| 1976年 | 近代豪俠傳：雙槍王英 近代豪俠傳：馬素貞                                       | 王英 黃英           |
| 1976年 | 唔駛問阿貴                                                                    |                     |
| 1976年 | 陸小鳳                                                                        | 馬秀真              |
| 1977年 | 民間傳奇：倫文敍 民間傳奇：倫文敍與枊先開 民間傳奇：帝女花 民間傳奇：嫦娥奔月 | 周瑞蘭 嫦娥         |
| 1977年 | 家變                                                                          | THERESA (洛敏朋友)  |
| 1977年 | 一屋·兩伙·三人行                                                              | 黃皮                |
| 1977年 | 瑪麗關77                                                                      |                     |
| 1977年 | 無名英雄                                                                      | 紅辣椒              |
| 1978年 | 小李飛刀                                                                      | 孫小紅              |
| 1978年 | 國際刑警：手足情仇                                                            | Amy                 |
| 1978年 | 萬事有我                                                                      | 邵小雲              |
| 1979年 | 小夫妻                                                                        | 黃皮                |
| 1979年 | 刀神                                                                          | 藍藍                |
| 1979年 | 絕代雙驕                                                                      | 張菁                |
| 1979年 | 難兄難弟                                                                      |                     |
| 1979年 | 楚留香                                                                        | 李紅袖              |
| 1980年 | 離別鈎                                                                        | 蓮姑                |
| 1980年 | 歡樂群英                                                                      | 阿嬌                |
| 1983年 | 十三妹                                                                        | 鄧夫人              |
| 1983年 | 再見十九歲                                                                    |                     |
| 1983年 | 奶奶早晨                                                                      | 冼秀文              |
| 1983年 | 無冕天使                                                                      | 伊娃                |
| 1983年 | 夜驚魂：電視殺人                                                              |                     |
| 1984年 | 決戰玄武門                                                                    | 杜月娥              |
| 1984年 | 鹿鼎記                                                                        | 董鄂妃              |
| 1984年 | 秋瑾                                                                          | 翠鳳                |
| 1984年 | 寶芝林                                                                        | 林世榮姊姊          |
| 1984年 | 朝九晚五俏佳人                                                                | 朱嘉玲              |
| 1984年 | 楚留香之蝙蝠傳奇                                                              | 東三娘              |
| 1985年 | 碧血劍                                                                        | 何紅藥              |
| 1985年 | 好女當差                                                                      | 郭倩宜              |
| 1985年 | 大香港                                                                        | 孟霞                |
| 1985年 | 雪山飛狐                                                                      | 袁銀姑              |
| 1986年 | 薛丁山征西                                                                    | 柳金花              |
| 1986年 | 狄青                                                                          | 狄薇娘              |
| 1986年 | 陸小鳳之鳳舞九天                                                              | 李霞                |
| 1986年 | 賊公阿牛                                                                      |                     |
| 1986年 | 赤腳紳士                                                                      | 丁雪                |
| 1986年 | 城市故事                                                                      | 溫太                |
| 1986年 | 倚天屠龍記                                                                    | 班淑嫻              |
| 1987年 | 書劍恩仇錄                                                                    | 徐潮生              |
| 1988年 | 誓不低頭                                                                      | 趙素蘭              |
| 1988年 | 殭屍奇兵                                                                      | 崔雪艷              |
| 1988年 | 嬴單傳奇                                                                      | 香十三娘            |
| 1989年 | 繭                                                                            |                     |
| 1989年 | 蓋世豪俠                                                                      | 古峰妻              |
| 1989年 | 摘星的女人                                                                    | 湯萃靈              |
| 1989年 | 邊城浪子                                                                      | 沈三娘              |

### 電視劇（香港電台）
| 年份   | 劇名                                  | 角色 |
| 1974年 | 獅子山下：父親的西裝                  |      |
| 1977年 | 獅子山下：非禮呀 獅子山下：海灘的故事 |      |

### 綜藝節目（無綫電視）
- 1977年：《家家笑哈哈》

### 電影
| 年 份  | 片 名          | 角 色  | 備註     |
| 1975年 | 遊戲人間三百年 |        |          |
| 1975年 | 大家樂         |        |          |
| 1976年 | 投胎人         |        |          |
| 1976年 | 女人呢樣嘢     |        |          |
| 1977年 | 點只捉賊咁簡單 |        |          |
| 1980年 | 潮洲笑漢       |        |          |
| 1982年 | 彈指神功       | 李紅袖 | 台灣電影 |
| 1985年 | 飛虎奇兵       |        |          |

## 獎項
- 1975年：《華僑晚報十大明星選舉》—「十大電視明星」

## 外部連結
- 高妙思在互联网电影资料库（IMDb）上的資料（英文）
- 高妙思在香港影庫上的簡介
- 高妙思在豆瓣上的资料（简体中文）
- 華文影史庫 高妙思 簡介 （页面存档备份，存于）